# Lee Tae-ho
Lee Tae-ho ((이태호?, 李泰昊?); Daejeon, 29 gennaio 1961) è un ex calciatore sudcoreano, di ruolo attaccante.

## Carriera
Prima di iniziare la sua carriera professionistica, Kim fu il primo calciatore sudcoreano a segnare al Campionato mondiale di calcio Under-20, segnando contro il Canada ai mondiali di calcio Under-20 del 1979, guadagnandosi il soprannome "Gerd Müller coreano", per la sua abilità nel segnare dei gol. 
Egli contribuì anche alla vittoria della medaglia d'oro ai X Giochi asiatici nel 1986. 
Il 4 aprile 1987, durante una partita tra i Daewoo Royals contro i POSCO Atoms, mentre Lee disputò il pallone con il giocatore degli Atoms Nam Ki-young, egli venne colpito da quest'ultimo con il piede sul suo viso, risultando nella perdita della vista del suo occhio sinistro, gravemente danneggiato dall'incidente.
Con la sua convocazione ai mondiali del 1990, Lee fu il primo calciatore cieco di un occhio nella storia dei mondiali.

## Statistiche

### Cronologia presenze e reti in nazionale
| Cronologia completa delle presenze e delle reti in nazionale ― Corea del Sud | Cronologia completa delle presenze e delle reti in nazionale ― Corea del Sud | Cronologia completa delle presenze e delle reti in nazionale ― Corea del Sud | Cronologia completa delle presenze e delle reti in nazionale ― Corea del Sud | Cronologia completa delle presenze e delle reti in nazionale ― Corea del Sud | Cronologia completa delle presenze e delle reti in nazionale ― Corea del Sud | Cronologia completa delle presenze e delle reti in nazionale ― Corea del Sud | Cronologia completa delle presenze e delle reti in nazionale ― Corea del Sud |
| Data                                                                         | Città                                                                        | In casa                                                                      | Risultato                                                                    | Ospiti                                                                       | Competizione                                                                 | Reti                                                                         | Note                                                                         |
| ---------------------------------------------------------------------------- | ---------------------------------------------------------------------------- | ---------------------------------------------------------------------------- | ---------------------------------------------------------------------------- | ---------------------------------------------------------------------------- | ---------------------------------------------------------------------------- | ---------------------------------------------------------------------------- | ---------------------------------------------------------------------------- |
| 27-8-1980                                                                    | Daejeon                                                                      | Corea del Sud                                                                | 4 – 0                                                                        | Thailandia                                                                   | 1980 President's Cup                                                         | -                                                                            |                                                                              |
| 29-8-1980                                                                    | Gwangju                                                                      | Corea del Sud                                                                | 5 – 0                                                                        | Bahrein                                                                      | 1980 President's Cup                                                         | 1                                                                            |                                                                              |
| 2-9-1980                                                                     | Seul                                                                         | Corea del Sud                                                                | 2 – 0                                                                        | Indonesia                                                                    | 1980 President's Cup                                                         | -                                                                            | 27’                                                                          |
| 21-9-1980                                                                    | Madinat al-Kuwait                                                            | Kuwait                                                                       | 0 – 3                                                                        | Corea del Sud                                                                | Coppa d'Asia 1980 - 1º turno                                                 | -                                                                            | 45’                                                                          |
| 11-2-1981                                                                    | Città del Messico                                                            | Messico                                                                      | 4 – 0                                                                        | Corea del Sud                                                                | Amichevole                                                                   | -                                                                            | 65’                                                                          |
| 8-3-1981                                                                     | Tokyo                                                                        | Giappone                                                                     | 0 – 1                                                                        | Corea del Sud                                                                | Korea-Japan Annual Match                                                     | -                                                                            |                                                                              |
| 21-4-1981                                                                    | Madinat al-Kuwait                                                            | Corea del Sud                                                                | 2 – 1                                                                        | Malaysia                                                                     | Qual. Mondiali 1982                                                          | -                                                                            | 20’                                                                          |
| 24-4-1981                                                                    | Madinat al-Kuwait                                                            | Corea del Sud                                                                | 5 – 1                                                                        | Thailandia                                                                   | Qual. Mondiali 1982                                                          | 1                                                                            |                                                                              |
| 29-4-1981                                                                    | Madinat al-Kuwait                                                            | Kuwait                                                                       | 2 – 0                                                                        | Corea del Sud                                                                | Qual. Mondiali 1982                                                          | -                                                                            | 81’                                                                          |
| 17-6-1981                                                                    | Jeonju                                                                       | Corea del Sud                                                                | 2 – 0                                                                        | Malaysia                                                                     | 1981 President's Cup                                                         | -                                                                            | 46’                                                                          |
| 21-6-1981                                                                    | Pusan                                                                        | Corea del Sud                                                                | 2 – 0                                                                        | Giappone                                                                     | 1981 President's Cup                                                         | -                                                                            |                                                                              |
| 17-8-1981                                                                    | Giacarta                                                                     | Corea del Sud                                                                | 2 – 0                                                                        | Thailandia                                                                   | Jakarta Anniversary Tournament                                               | -                                                                            |                                                                              |
| 20-8-1981                                                                    | Giacarta                                                                     | Indonesia                                                                    | 0 – 1                                                                        | Corea del Sud                                                                | Jakarta Anniversary Tournament                                               | -                                                                            |                                                                              |
| 4-9-1981                                                                     | Kuala Lumpur                                                                 | Corea del Sud                                                                | 2 – 0                                                                        | Singapore                                                                    | Pestabola Merdeka 1981                                                       | -                                                                            | 42’                                                                          |
| 16-9-1981                                                                    | Kuala Lumpur                                                                 | Thailandia                                                                   | 1 – 1                                                                        | Corea del Sud                                                                | Pestabola Merdeka 1981                                                       | -                                                                            |                                                                              |
| 18-2-1982                                                                    | Calcutta                                                                     | India                                                                        | 2 – 2                                                                        | Corea del Sud                                                                | 1982 Nehru Cup                                                               | -                                                                            |                                                                              |
| 20-2-1982                                                                    | Calcutta                                                                     | Uruguay                                                                      | 2 – 2                                                                        | Corea del Sud                                                                | 1982 Nehru Cup                                                               | -                                                                            |                                                                              |
| 1-3-1982                                                                     | Calcutta                                                                     | Corea del Sud                                                                | 1 – 1                                                                        | Cina                                                                         | 1982 Nehru Cup                                                               | 1                                                                            |                                                                              |
| 7-3-1982                                                                     | Baghdad                                                                      | Iraq                                                                         | 3 – 0                                                                        | Corea del Sud                                                                | Amichevole                                                                   | -                                                                            |                                                                              |
| 10-3-1982                                                                    | Baghdad                                                                      | Iraq                                                                         | 1 – 1                                                                        | Corea del Sud                                                                | Amichevole                                                                   | -                                                                            |                                                                              |
| 21-3-1982                                                                    | Seul                                                                         | Corea del Sud                                                                | 3 – 0                                                                        | Giappone                                                                     | Korea-Japan Annual Match                                                     | -                                                                            |                                                                              |
| 8-5-1982                                                                     | Bangkok                                                                      | Corea del Sud                                                                | 1 – 0                                                                        | Indonesia                                                                    | King's Cup 1982                                                              | -                                                                            |                                                                              |
| 9-5-1982                                                                     | Bangkok                                                                      | Thailandia                                                                   | 0 – 3                                                                        | Corea del Sud                                                                | King's Cup 1982                                                              | 1                                                                            |                                                                              |
| 10-5-1982                                                                    | Bangkok                                                                      | Corea del Sud                                                                | 2 – 0                                                                        | Indonesia                                                                    | King's Cup 1982                                                              | -                                                                            |                                                                              |
| 17-5-1982                                                                    | Bangkok                                                                      | Thailandia                                                                   | 0 – 0 dts (4-3 dtr)                                                          | Corea del Sud                                                                | King's Cup 1982                                                              | -                                                                            |                                                                              |
| 9-6-1982                                                                     | Pusan                                                                        | Corea del Sud                                                                | 1 – 0                                                                        | India                                                                        | 1982 President's Cup                                                         | -                                                                            | 46’                                                                          |
| 11-6-1982                                                                    | Gwangju                                                                      | Corea del Sud                                                                | 3 – 0                                                                        | Bahrein                                                                      | 1982 President's Cup                                                         | 2                                                                            | 22’                                                                          |
| 21-11-1982                                                                   | Nuova Delhi                                                                  | Corea del Sud                                                                | 3 – 0                                                                        | Yemen del Sud                                                                | Giochi asiatici 1982                                                         | -                                                                            |                                                                              |
| 23-11-1982                                                                   | Nuova Delhi                                                                  | Iran                                                                         | 1 – 0                                                                        | Corea del Sud                                                                | Giochi asiatici 1982                                                         | -                                                                            |                                                                              |
| 25-11-1982                                                                   | Nuova Delhi                                                                  | Giappone                                                                     | 2 – 1                                                                        | Corea del Sud                                                                | Giochi asiatici 1982                                                         | -                                                                            |                                                                              |
| 6-6-1983                                                                     | Suwon                                                                        | Corea del Sud                                                                | 4 – 0                                                                        | Thailandia                                                                   | 1983 President's Cup                                                         | 1                                                                            |                                                                              |
| 8-6-1983                                                                     | Seul                                                                         | Corea del Sud                                                                | 1 – 0                                                                        | Nigeria                                                                      | 1983 President's Cup                                                         | -                                                                            |                                                                              |
| 12-6-1983                                                                    | Jeonju                                                                       | Corea del Sud                                                                | 3 – 0                                                                        | Indonesia                                                                    | 1983 President's Cup                                                         | -                                                                            |                                                                              |
| 15-6-1983                                                                    | Seul                                                                         | Corea del Sud                                                                | 1 – 0                                                                        | Ghana                                                                        | 1983 President's Cup                                                         | 1                                                                            |                                                                              |
| 29-7-1983                                                                    | Los Angeles                                                                  | Guatemala                                                                    | 1 – 1                                                                        | Corea del Sud                                                                | Amichevole                                                                   | -                                                                            |                                                                              |
| 3-8-1983                                                                     | Città del Guatemala                                                          | Guatemala                                                                    | 2 – 1                                                                        | Corea del Sud                                                                | Amichevole                                                                   | -                                                                            |                                                                              |
| 9-8-1983                                                                     | San José                                                                     | Costa Rica                                                                   | 1 – 1                                                                        | Corea del Sud                                                                | Amichevole                                                                   | -                                                                            | 45’                                                                          |
| 3-6-1984                                                                     | Pusan                                                                        | Corea del Sud                                                                | 2 – 0                                                                        | Guatemala                                                                    | 1984 President's Cup                                                         | 1                                                                            | 45’                                                                          |
| 4-10-1984                                                                    | Seul                                                                         | Corea del Sud                                                                | 5 – 0                                                                        | Camerun                                                                      | Amichevole                                                                   | -                                                                            |                                                                              |
| 10-10-1984                                                                   | Calcutta                                                                     | Corea del Sud                                                                | 6 – 0                                                                        | Yemen del Nord                                                               | Qual. Coppa d'Asia 1984                                                      | -                                                                            | 45’                                                                          |
| 13-10-1984                                                                   | Calcutta                                                                     | Pakistan                                                                     | 0 – 6                                                                        | Corea del Sud                                                                | Qual. Coppa d'Asia 1984                                                      | 1                                                                            | 46’                                                                          |
| 16-10-1984                                                                   | Calcutta                                                                     | Corea del Sud                                                                | 0 – 0                                                                        | Malaysia                                                                     | Qual. Coppa d'Asia 1984                                                      | -                                                                            |                                                                              |
| 19-10-1984                                                                   | Calcutta                                                                     | India                                                                        | 0 – 1                                                                        | Corea del Sud                                                                | Qual. Coppa d'Asia 1984                                                      | -                                                                            | 45’                                                                          |
| 2-12-1984                                                                    | Singapore                                                                    | Arabia Saudita                                                               | 1 – 1                                                                        | Corea del Sud                                                                | Coppa d'Asia 1984 - 1º turno                                                 | 1                                                                            |                                                                              |
| 5-12-1984                                                                    | Singapore                                                                    | Corea del Sud                                                                | 0 – 0                                                                        | Kuwait                                                                       | Coppa d'Asia 1984 - 1º turno                                                 | -                                                                            | ?’                                                                           |
| 7-12-1984                                                                    | Singapore                                                                    | Siria                                                                        | 1 – 0                                                                        | Corea del Sud                                                                | Coppa d'Asia 1984 - 1º turno                                                 | -                                                                            | 46’                                                                          |
| 10-12-1984                                                                   | Singapore                                                                    | Qatar                                                                        | 0 – 1                                                                        | Corea del Sud                                                                | Coppa d'Asia 1984 - 1º turno                                                 | -                                                                            | 45’                                                                          |
| 2-3-1985                                                                     | Kathmandu                                                                    | Nepal                                                                        | 0 – 2                                                                        | Corea del Sud                                                                | Qual. Mondiali 1986                                                          | 1                                                                            |                                                                              |
| 10-3-1985                                                                    | Kuala Lumpur                                                                 | Malaysia                                                                     | 1 – 0                                                                        | Corea del Sud                                                                | Qual. Mondiali 1986                                                          | -                                                                            |                                                                              |
| 6-4-1985                                                                     | Seul                                                                         | Corea del Sud                                                                | 4 – 0                                                                        | Nepal                                                                        | Qual. Mondiali 1986                                                          | -                                                                            | 45’                                                                          |
| 6-6-1985                                                                     | Daejeon                                                                      | Corea del Sud                                                                | 3 – 2                                                                        | Thailandia                                                                   | 1985 President's Cup                                                         | 1                                                                            |                                                                              |
| 8-6-1985                                                                     | Gwangju                                                                      | Corea del Sud                                                                | 3 – 0                                                                        | Bahrein                                                                      | 1985 President's Cup                                                         | 1                                                                            |                                                                              |
| 15-6-1985                                                                    | Seul                                                                         | Corea del Sud                                                                | 2 – 0                                                                        | Iraq                                                                         | 1985 President's Cup                                                         | -                                                                            | 45’                                                                          |
| 30-7-1985                                                                    | Giacarta                                                                     | Indonesia                                                                    | 1 – 4                                                                        | Corea del Sud                                                                | Qual. Mondiali 1986                                                          | -                                                                            | 61’                                                                          |
| 26-10-1985                                                                   | Tokyo                                                                        | Giappone                                                                     | 1 – 2                                                                        | Corea del Sud                                                                | Qual. Mondiali 1986                                                          | 1                                                                            | 78’                                                                          |
| 3-11-1985                                                                    | Seul                                                                         | Corea del Sud                                                                | 1 – 0                                                                        | Giappone                                                                     | Qual. Mondiali 1986                                                          | -                                                                            | 46’                                                                          |
| 3-12-1985                                                                    | Los Angeles                                                                  | Messico                                                                      | 2 – 1                                                                        | Corea del Sud                                                                | Amichevole                                                                   | -                                                                            | 86’                                                                          |
| 8-12-1985                                                                    | Irapuato                                                                     | Ungheria                                                                     | 1 – 0                                                                        | Corea del Sud                                                                | Messico Tournament                                                           | -                                                                            | 46’                                                                          |
| 11-12-1985                                                                   | Guadalajara                                                                  | Messico                                                                      | 2 – 1                                                                        | Corea del Sud                                                                | Messico Tournament                                                           | -                                                                            | 87’                                                                          |
| 9-2-1986                                                                     | Hong Kong                                                                    | Hong Kong                                                                    | 0 – 2                                                                        | Corea del Sud                                                                | Hong Kong Tournament                                                         | -                                                                            | 46’                                                                          |
| 20-9-1986                                                                    | Pusan                                                                        | Corea del Sud                                                                | 3 – 0                                                                        | India                                                                        | Giochi asiatici 1986                                                         | -                                                                            | 34’                                                                          |
| 28-9-1986                                                                    | Pusan                                                                        | Cina                                                                         | 2 – 4                                                                        | Corea del Sud                                                                | Giochi asiatici 1986                                                         | 1                                                                            | 46’                                                                          |
| 1-10-1986                                                                    | Pusan                                                                        | Corea del Sud                                                                | 1 – 1 dts (5-4 dtr)                                                          | Iran                                                                         | Giochi asiatici 1986                                                         | -                                                                            | 36’                                                                          |
| 3-10-1986                                                                    | Seul                                                                         | Indonesia                                                                    | 0 – 4                                                                        | Corea del Sud                                                                | Giochi asiatici 1986                                                         | 1                                                                            | 46’                                                                          |
| 17-12-1987                                                                   | Kuala Lumpur                                                                 | Malaysia                                                                     | 0 – 1                                                                        | Corea del Sud                                                                | Pestabola Merdeka 1987                                                       | -                                                                            |                                                                              |
| 6-1-1988                                                                     | Doha                                                                         | Corea del Sud                                                                | 1 – 1 dts (4-3 dtr)                                                          | Egitto                                                                       | Afro-Asian Cup 1988                                                          | 1                                                                            | 56’                                                                          |
| 26-10-1988                                                                   | Tokyo                                                                        | Giappone                                                                     | 0 – 1                                                                        | Corea del Sud                                                                | Korea-Japan Annual Match                                                     | -                                                                            |                                                                              |
| 3-12-1988                                                                    | Doha                                                                         | Emirati Arabi Uniti                                                          | 0 – 1                                                                        | Corea del Sud                                                                | Coppa d'Asia 1988 - 1º turno                                                 | 1                                                                            |                                                                              |
| 9-12-1988                                                                    | Doha                                                                         | Qatar                                                                        | 2 – 3                                                                        | Corea del Sud                                                                | Coppa d'Asia 1988 - 1º turno                                                 | -                                                                            |                                                                              |
| 11-12-1988                                                                   | Doha                                                                         | Corea del Sud                                                                | 2 – 3                                                                        | Iran                                                                         | Coppa d'Asia 1988 - 1º turno                                                 | -                                                                            | 80’                                                                          |
| 14-12-1988                                                                   | Doha                                                                         | Corea del Sud                                                                | 2 – 1                                                                        | Cina                                                                         | Coppa d'Asia 1988 - Semifinali                                               | 2                                                                            | 72’                                                                          |
| 18-12-1988                                                                   | Doha                                                                         | Corea del Sud                                                                | 0 – 0 dts (3-4 dtr)                                                          | Arabia Saudita                                                               | Coppa d'Asia 1988 - Finali                                                   | -                                                                            | 58’                                                                          |
| 5-5-1989                                                                     | Seul                                                                         | Corea del Sud                                                                | 1 – 0                                                                        | Giappone                                                                     | Korea-Japan Annual Match                                                     | 1                                                                            | 60’                                                                          |
| 23-5-1989                                                                    | Seul                                                                         | Corea del Sud                                                                | 3 – 0                                                                        | Singapore                                                                    | Qual. Mondiali 1990                                                          | -                                                                            |                                                                              |
| 25-5-1989                                                                    | Seul                                                                         | Corea del Sud                                                                | 9 – 0                                                                        | Nepal                                                                        | Qual. Mondiali 1990                                                          | 1                                                                            |                                                                              |
| 3-6-1989                                                                     | Singapore                                                                    | Nepal                                                                        | 0 – 4                                                                        | Corea del Sud                                                                | Qual. Mondiali 1990                                                          | 1                                                                            |                                                                              |
| 7-6-1989                                                                     | Singapore                                                                    | Singapore                                                                    | 0 – 3                                                                        | Corea del Sud                                                                | Qual. Mondiali 1990                                                          | -                                                                            |                                                                              |
| 12-6-1990                                                                    | Verona                                                                       | Belgio                                                                       | 2 – 0                                                                        | Corea del Sud                                                                | Mondiali 1990 - 1º turno                                                     | -                                                                            | 63’                                                                          |
| Totale                                                                       |                                                                              | Presenze                                                                     | 78                                                                           |                                                                              | Reti                                                                         | 24                                                                           |                                                                              |

## Palmarès

### Giocatore

#### Club

##### Competizioni nazionali
- Campionato sudcoreano: 3

Daewoo Royals: 1984, 1987, 1991

##### Competizioni internazionali
- Campionato d'Asia per club: 1

Daewoo Royals: 1985-1986
- Coppa dei Campioni afro-asiatica: 1

Daewoo Royals: 1986

#### Individuale
- Miglior marcatore della Coppa d'Asia: 1

1988